# Грабово-дубове-ясеневе високобонітетне насадження
Грабово-дубове-ясеневе високобонітетне насадження — ботанічна пам'ятка природи на території Кам'янець-Подільського лісгоспзагу (Малівецьке лісництво, квадрат 34, ділянка 7) на Хмельниччині. Була оголошена рішенням Хмельницького Облвиконкому № 466-р від 06.12.1972 року.

## Опис
Цінність в тому, що тут природно формується високобонітетне і продуктивне насадження.
Площа — 5,5 га.

## Скасування
Станом на 01.01.2016 року об'єкт не міститься в офіційних переліках територій та об'єктів природно-заповідного фонду, оприлюднених на Єдиному державному вебпорталі відкритих даних http://data.gov.ua/ [Архівовано 4 травня 2016 у Wayback Machine.]. Проте ні в Міністерстві екології та природних ресурсів України, ні у Департаменті екології та природних ресурсів Хмельницької обласної державної адміністрації відсутня інформація про те, коли і яким саме рішенням було скасовано даний об'єкт природно-заповідного фонду..